# Vleutense Wetering

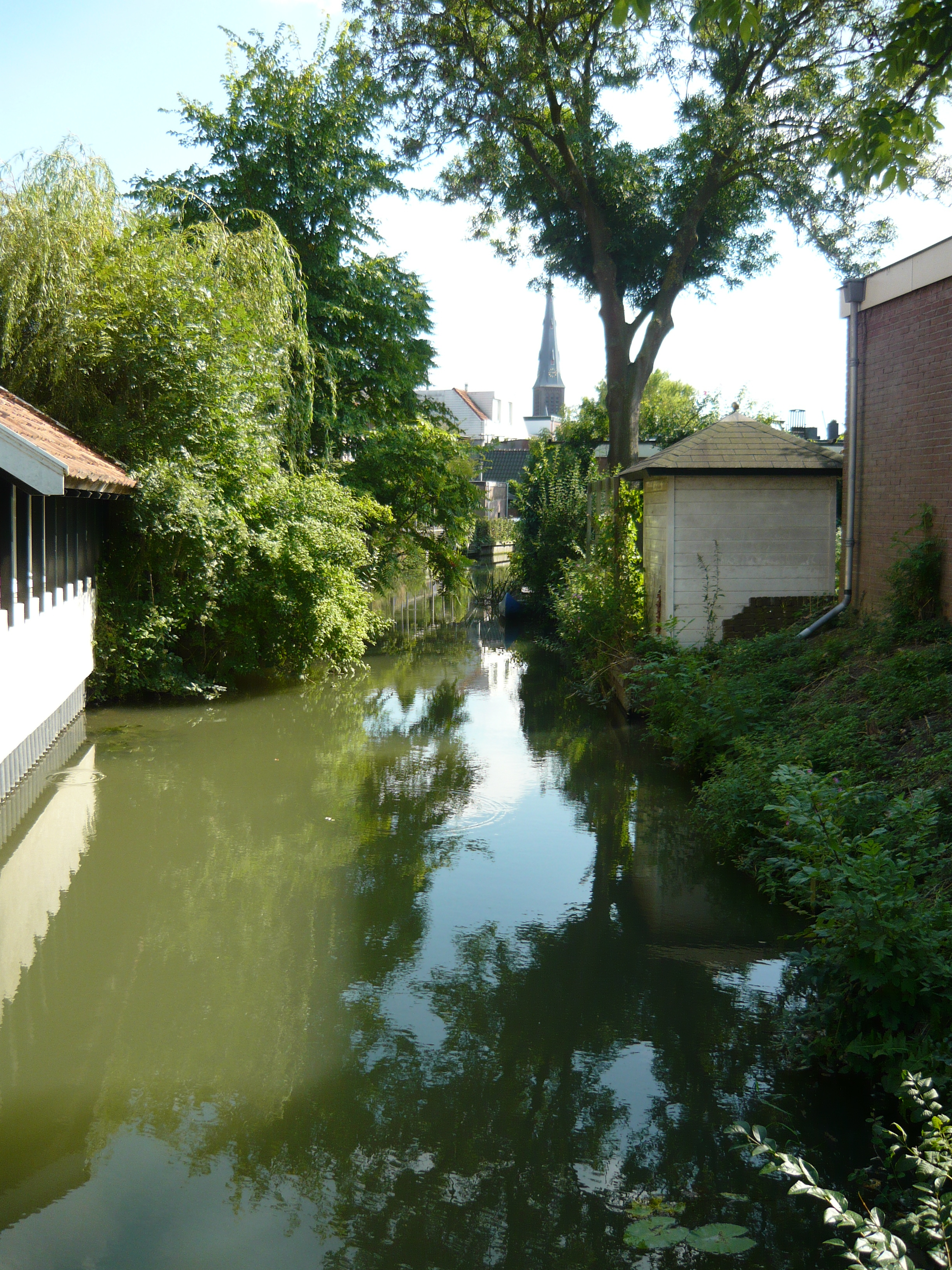
Vleutense Wetering in het centrum van Vleuten anno 2012.

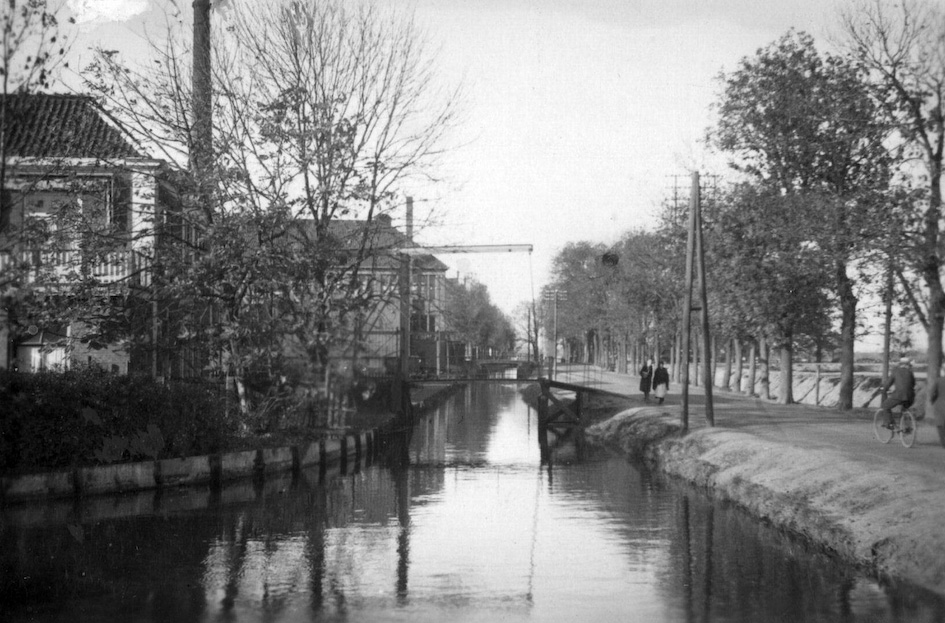
De Vleutense Vaart omstreeks 1910.
Links de aftakking van het Oude Rijn-kanaal en directeurswoning van de Machinefabriek Jaffa.

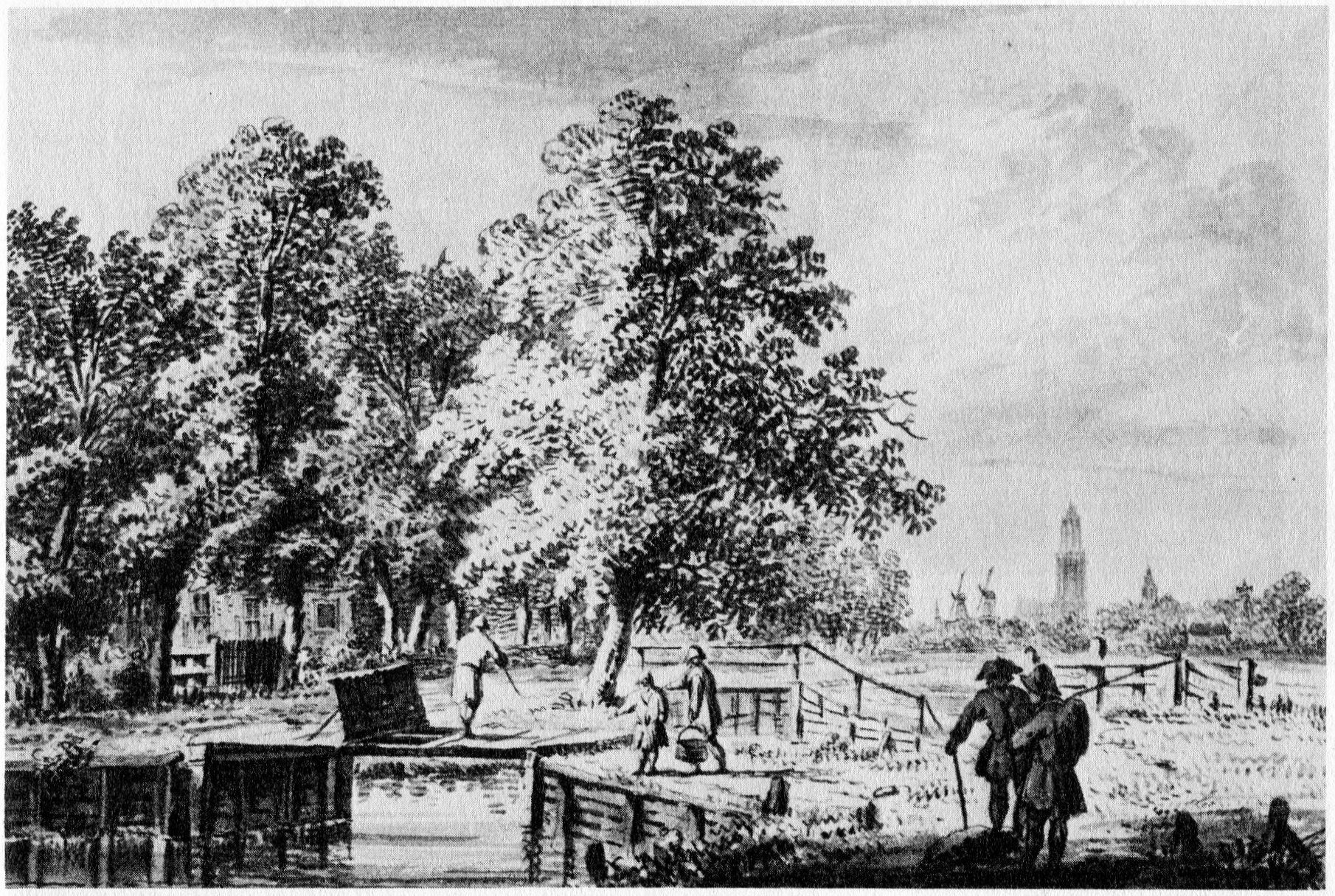
Herberg Jaffa aan de Vleutensewetering;
tekening Paul van Liender omstreeks 1760.

De Vleutense Wetering is een watergang in het westelijke deel van de Nederlandse gemeente Utrecht die gevormd wordt door een deel van de oude loop van de rivier de Rijn. Vanaf de 8e eeuw tot omstreeks 1935 lag er tussen het huidige stadscentrum en deze rivierloop een kunstmatige watergang die ook wel zo deels werd genoemd en tevens bekendstond als Vleutense Vaart en Stadswatering. In de stad Utrecht herinnert de straatnaam Vleutensevaart nog aan de waterweg die daar liep (deze liep vroeger ook over de Vleutenseweg).

## Geschiedenis
In een oorkonde uit 723 werden door Karel Martel diverse goederen geschonken aan de Utrechtse kerk. Daarbij wordt een watergang "gravening van de weide" genoemd (Latijn: pascuę graueningo), wat door de historicus en archivaris Cees Dekker geïnterpreteerd is als Vleutense Wetering. In de achtste eeuw liep deze kunstmatige rechte watergang vanaf de rivier de Rijn ter hoogte van het voormalige Romeinse fort Traiectum westwaarts en sloot enkele meanders verderop, ter hoogte van Den Hoet, weer aan op de Rijn. De lengte van deze 'gravening', die in de richting van Vleuten liep, was ongeveer vier kilometer.
Vanaf 1122 begon de Vleutense Wetering vanuit de stad Utrecht in de Stadsbuitengracht ter hoogte van de Catharijnepoort en liep de eerste kilometers over de huidige Vleutenseweg. Deze vaart op dezelfde locatie is aangelegd in de 11e/12e eeuw voor de ontginningen ten westen van de huidige binnenstad. Rond het eerste deel van de vaart buiten de Catharijnepoort ontwikkelde zich vanaf de 13e eeuw de voorstad Buiten Catharijne. Vooral de Vleutense Wetering en de weg erlangs vormden aan de westzijde van de stad belangrijke handelsroutes. Schepen meerden hier aan in een haventje. Herbergen, bedrijven en textielblekerijen ontstonden in dit gebied langs de vaart. Verderop vanaf de stad in de Stadsvrijheid lag langs deze vaart aan de noordzijde het buitengerecht Lage Weide en aan de zuidzijde het buitengerecht Hoge Weide. De nabijgelegen Leidse Rijn/ Oude Rijn werd vanaf het begin van de 14e eeuw de vervangende waterweg voor de scheepvaart over Woerden naar Leiden.
In 1581 werd vanuit de stad na ongeveer anderhalve kilometer een schutsluisje gebouwd in de Vleutense Vaart, waarnaast enige tijd later de inmiddels verdwenen herberg Jaffa verrees. In de dorpskern van Vleuten is rond die tijd een brouwerij ontstaan.
Herman Saftleven tekende in 1640 de achterzijde van de huizen aan de Vleutensevaart in Buiten Catharijne. Buiten Catharijne had een eigen gerecht, eigen brandblusapparatuur en eigen armenzorg. Er was veel bedrijvigheid in de voorstad: korenmolens, oliemolens en zaagmolens. Buiten de Doofpoort of Bleyckpoort waren langs de Vleutensewetering veel blekerijen gevestigd. De tekening van Saftleven wordt bewaard in Het Utrechts Archief.
Het deel van de Vleutense Wetering langs de Vleutenseweg is in de jaren 30 van de 20e eeuw gedempt, een tijd dat ook andere oude watergangen werden gedempt vanwege het belangrijker wordende wegverkeer. Vandaag de dag is de Vleutense Wetering nog de waternaam voor een circa 2 kilometer lange oude Rijnloop in Vleuten en Haarzuilens die vanaf het spoorviaduct in de Haarrijnse Rading loopt en in het westen eindigt bij de Hamtoren. Parallel aan het Merwedekanaal loopt ter hoogte van Oog in Al ook een watergang die de naam Verlengde Vleutensevaart heeft. De Goethebrug overspant daar de Vleutense Wetering.